# Shajahan Siraj
Shajahan Siraj est un politicien bangladais né le 1er mars 1943 à Tangail et mort le 14 juillet 2020 à Dacca (Bangladesh).

## Biographie
Shajahan Siraj a été vice-président du Parti nationaliste bangladais (BNP). En tant qu'étudiant, il a participé à la guerre de libération du Bangladesh. Siraj a été député de l'unité Tangail-4 pendant cinq mandats, ; il a été arrêté en 2007 pour fraude fiscale.
Avec Serajul Alam Khan et A. S. M. Abdur Rab, il a pris position contre le gouvernement dirigé par Sheikh Mujibur Rahman.